# 城野村
城野村（じょうのむら）は、福岡県企救郡にあった村。現在の北九州市小倉北区・小倉南区の一部にあたる。

## 地理
紫川の中流右岸に位置していた。

## 歴史

### 沿革
- 1889年（明治22年）4月1日 - 企救郡横代村、石田村、隠蓑村、蜷田村、堀越村、城野村が合併して村制施行し、城野村が設立[1][2]。
- 1907年（明治40年）6月1日 - 企救郡東紫村と合併し企救村を新設して廃止された[1][2]。

### 地名の由来
『応永記』大内盛見菅生の滝見の条に「城野台に陣す」とあり、城跡が存在していたことによる。

## 産業
農業

## 交通

### 鉄道
- 1895年（明治28年）- 九州鉄道（現日豊本線）小倉 – 行橋開通。城野駅開設[1]。
- 1906年（明治39年）- 小倉軌道 小倉 – 城野間 馬車鉄道開通[1]

## 教育
- 1906年（明治39年）- 企救郡立企救農学校（現福岡県立小倉南高等学校）開校[1]